# Glockengiesserei Keller

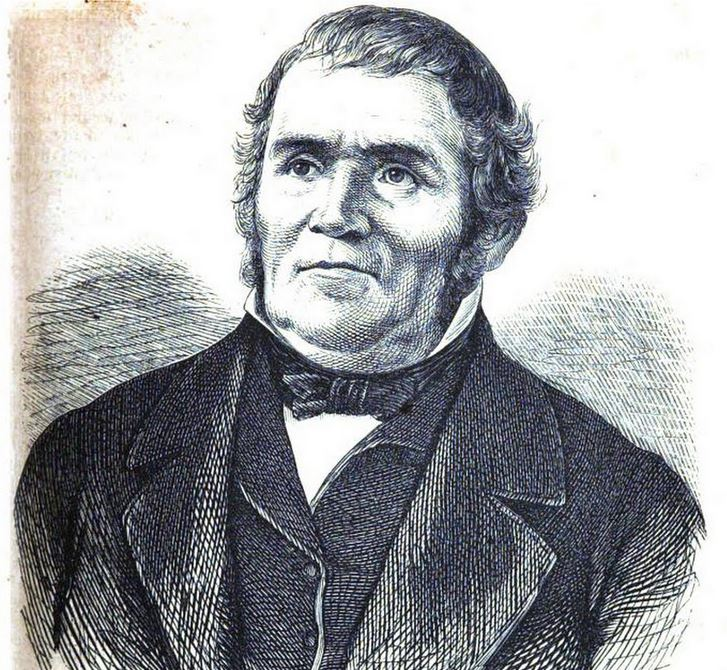
Jakob Keller 1793–1867

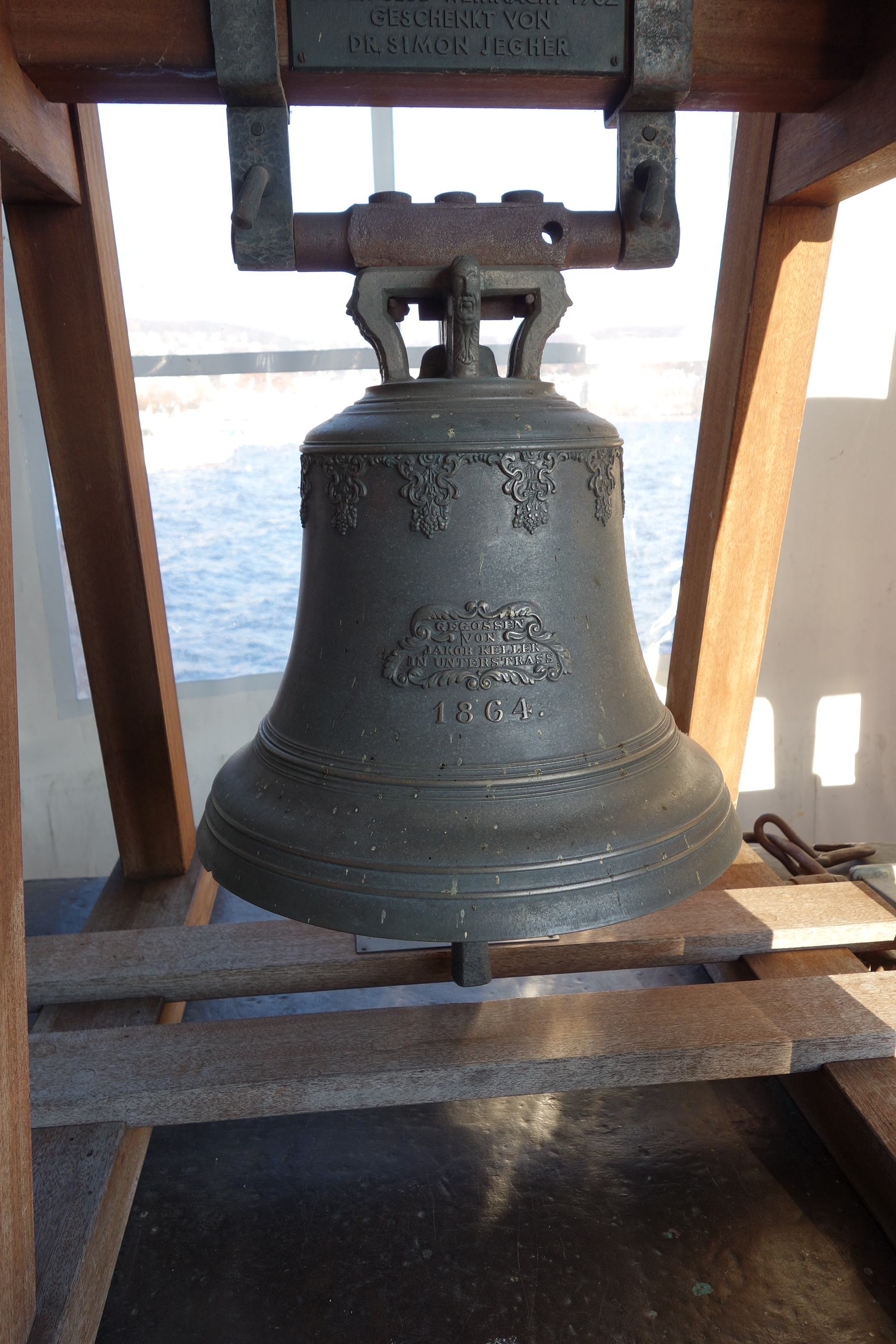
Glocke Jakob Keller 1864

Die Glockengiesserei Keller in Unterstrass bei Zürich bestand von 1825 (oder zumindest 1828) bis 1894. Von ihr wurden über 800 Glocken hergestellt, davon viele für Kirchen im Raum Zürich.

## Geschichte
Gegründet wurde der Betrieb von Jakob Keller (1793–1867) aus Andelfingen. Er hatte bei J. Sulzer in Winterthur den Beruf eines Mechanikers erlernt und war ab 1817 bei der Maschinenfabrik Escher in Neumühle angestellt. Nachdem er sich zuvor in Bern die nötigen Kenntnisse angeeignet hatte, goss er bei Escher seine erste Glocke. 1825 machte er sich in Unterstrass selbstständig; hier erfolgte 1828 der erste Glockenguss. Nach seinem Tod führte der Sohn J. Heinrich Keller (1827–1894) das Unternehmen fort. Nach dessen Tod wurde der Betrieb eingestellt.

## Glocken (Auswahl)
- Andelfingen: Reformierte Kirche (5 Glocken, 1861)
- Zürich: Fraumünster (4 Glocken, 1874), Grossmünster (4 Glocken, 1889), St. Peter, Enge
- Basel: Münster (Papstglocke, 1837), Elisabethenkirche (4 Glocken, 1864)
- Mülhausen, Elsass: Temple Saint-Étienne (5 Glocken, 1867)